# Lípa velkolistá v Jindřichovickém zámeckém parku
Lípa velkolistá v Jindřichovickém zámeckém parku je památný strom u zámku v Jindřichovicích u Malonic. Lípa velkolistá (Tilia platyphyllos Scop.) roste v parku v blízkosti rybníčku v nadmořské výšce 563 m, její stáří je odhadováno na 260 let, výška stromu je 25 m, výška koruny 22 m, šířka koruny 13 m a obvod kmen 400 cm (měřeno 2012). Po celé délce kmene se nachází otevřená dutina. Strom je chráněn od 20. ledna 2006 jako krajinná dominanta.

## Památné stromy v okolí
- Buk v Jindřichovickém zámeckém parku
- Dub u Malonic
- Javor stříbrný v Jindřichovickém zámeckém parku
- Jindřichovická lípa v zámeckém parku
- Lípa na návsi v Malonicích
- Malonická lípa
- Skupina javorů klenů v Jindřichovickém zámeckém parku

## Galerie

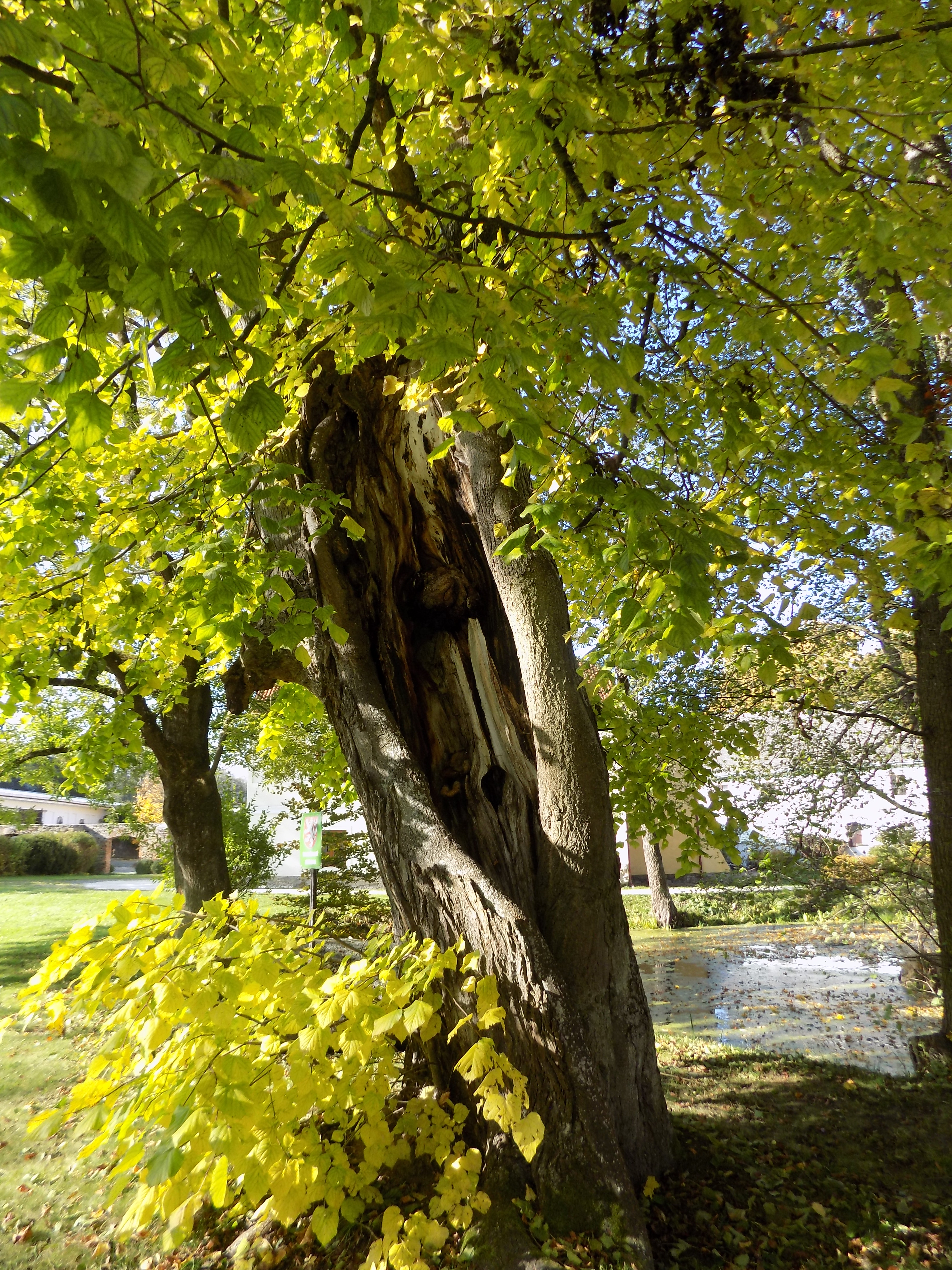
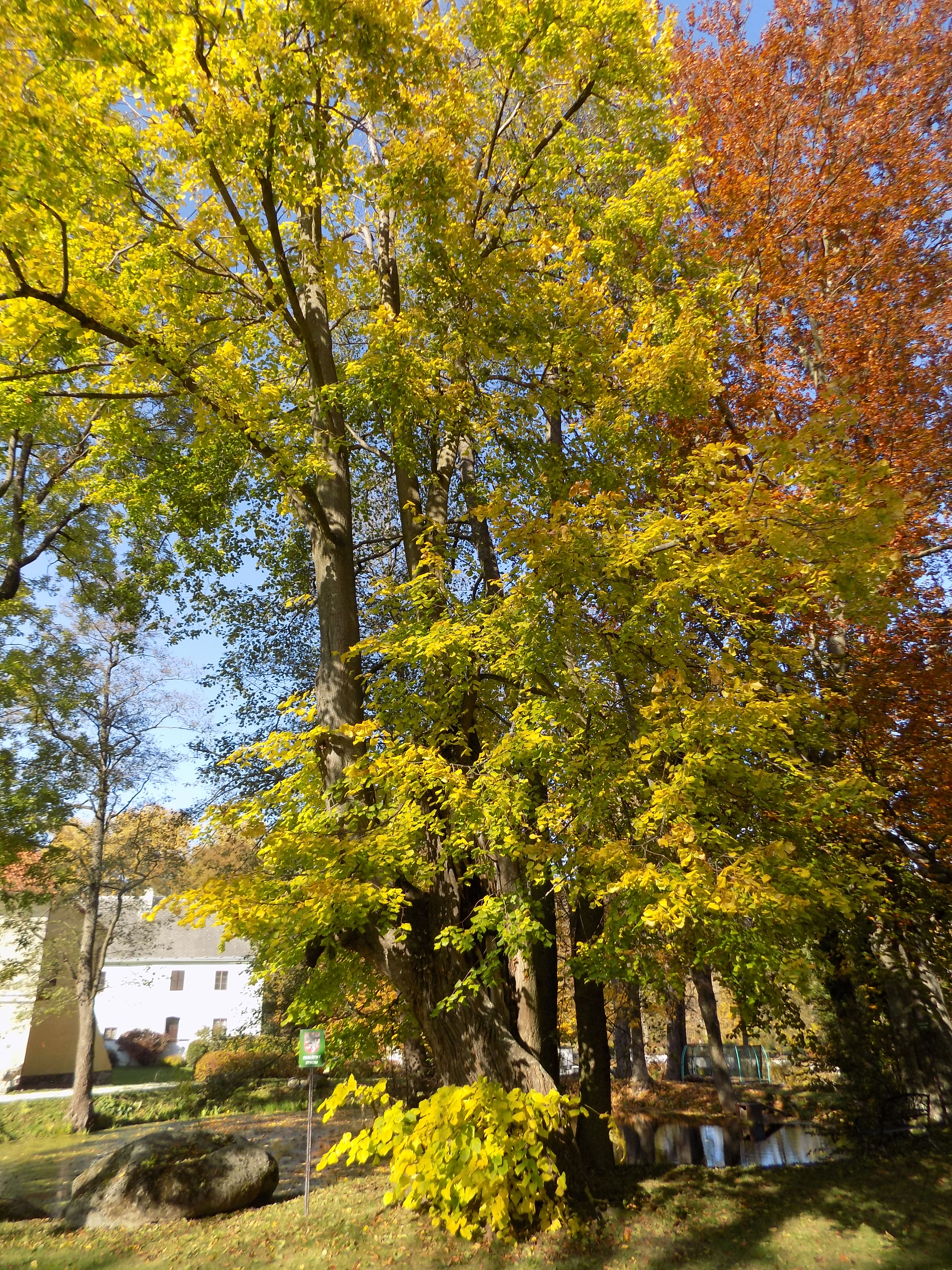